# Best of 2001-2009
Best of 2001-2009 è la seconda raccolta del gruppo musicale finlandese The Rasmus, pubblicata il 2 novembre 2009 dalla Playground Music Scandinavia.

## Descrizione
L'album contiene una selezione dei principali singoli e brani pubblicati dal gruppo nel periodo compreso tra gli album Into e Black Roses con l'aggiunta di una versione acustica di Open My Eyes (bonus track dell'edizione britannica di Hide from the Sun) e dell'inedito October & April, estratto come unico singolo e che ha visto la partecipazione dell'allora cantante dei Nightwish Anette Olzon.

## Tracce
Testi e musiche di The Rasmus, eccetto dove indicato.
1. In the Shadows – 4:07
2. No Fear – 4:06
3. Guilty (US Mix) – 3:41
4. October & April (featuring Anette Olzon) (Previously Unreleased) – 3:53 (testo: Lauri Ylönen)
5. First Day of My Life – 3:45
6. Livin' in a World Without You – 3:50 (Lauri Ylönen, Pauli Rantasalmi, Desmond Child)
7. F-F-F-Falling – 3:53
8. Chill – 4:14
9. Immortal – 4:57
10. Justify – 4:26 (Lauri Ylönen, Pauli Rantasalmi, Desmond Child, James Michael)
11. Shot – 4:18
12. Funeral Song – 3:17
13. Ghost of Love – 3:18 (Lauri Ylönen, Pauli Rantasalmi, Desmond Child, Harry Sommerdahl)
14. Open My Eyes (Acoustic Version) – 3:19
15. In My Life – 4:01
16. Ten Black Roses – 3:55 (Lauri Ylönen, Pauli Rantasalmi, Desmond Child)
17. Sail Away – 3:49

## Formazione
- Lauri Ylönen – voce
- Pauli Rantasalmi – chitarra
- Eero Heinonen – basso
- Aki Hakala – batteria